# 进步党 (日本)
進步黨是1896年3月1日成立於日本的政治團體，由幾個主張君主立憲的民黨合倂而來，事實上的黨魁是大隈重信。主張建立責任内閣制度和擴張公共資產。1898年倂入憲政黨。

## 歷史
1896年，受到自由黨進入第二次伊藤内閣的激勵，立憲改進黨、立憲革新黨等數個黨派合并爲進步黨。大隈重信在實際上擔任了領導人。
同年9月，大隈重信作爲外交大臣加入第二次松方内閣並履行了進步黨關於言論、集會、新聞自由和任用平民人才的承諾。而大隈重信也在11月的進步黨大會上表達了對松方正義内閣的支持。進步黨在隨後的第十次議會中也支持松方内閣的軍費擴張法案和（甲午）戰後經濟管理法案。議會召開后大隈重信兼任農商大臣，進步黨的許多幹部也在政府中身居高位，而進步黨與政府的衝突也很快浮出水面。
隨後，進步黨對政府提出的增加地稅的建議表示反對，並於11月退出了政府，擔任官員的黨員全部辭職。在第十一次議會中，進步黨提出了對政府的不信任動議。
1898年1月，進步黨與第三次伊藤内閣合作的嘗試失敗。並與自由黨聯合反對增派地稅。政府在隨後解散議會。
自由黨和進步黨的關係在合作中更加緊密。6月21日，進步黨解散，黨員大多加入了由舊進步黨和舊自由黨聯合組成的憲政黨。